# Bityla pallida
Bityla pallida là một loài bướm đêm thuộc họ Noctuidae. Nó là loài đặc hữu của New Zealand, và is only có ở vùng Hawke's Bay.